# لوکاس فینازی
لوکاس فینازی (انگلیسی: Lucas Finazzi؛ زادهٔ ۱۸ اوت ۱۹۹۰) بازیکن فوتبال اهل برزیل است.
از باشگاه‌هایی که در آن بازی کرده‌است می‌توان به باشگاه فوتبال کیه‌وو ورونا، باشگاه فوتبال کرمونزه، باشگاه فوتبال آ. ث. لومتزانه، و باشگاه فوتبال برشا اشاره کرد.